# Alcippe cinerea
La fulveta goligualda (Alcippe cinerea) es una especie de ave paseriforme de la familia Pellorneidae propia de las montañas del sureste de Asia. 

## Distribución y hábitat

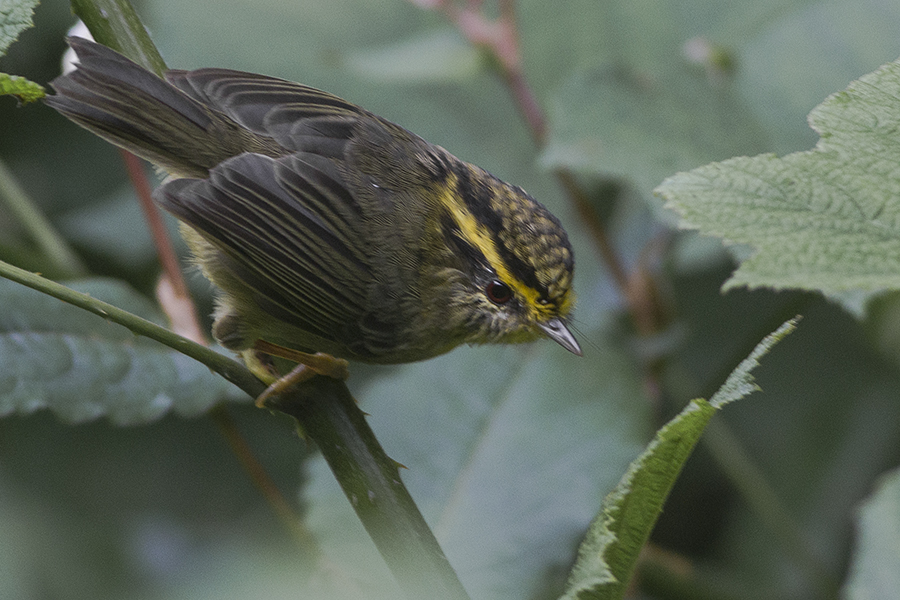
Ejemplar en Sikkim occidental, India.

Se encuentra en las montañas de Bangladés, Bután, suroeste de China, noreste de la India,  Birmania, Nepal, Laos y Vietnam. Su hábitat natural son los bosques montanos subtropicales.